# Dolmen du Champ-du-Ruisseau
Le dolmen du Champ-du-Ruisseau, appelé aussi allée couverte de Pontpiau est une allée couverte située à Champtocé-sur-Loire, dans le département français de Maine-et-Loire.

## Historique
Le dolmen n'a été découvert qu'en 1949 par le docteur J.-B Glotin. Le site fut réutilisé à l'époque gallo-romaine. L'édifice est classé au titre des monuments historiques en 1961. Il a fait l'objet d'une fouille archéologique et d'une restauration de juin 1961 à décembre 1962.

## Architecture
L'édifice est une petite allée couverte d'environ 7 m de longueur, de type armoricain, orientée presqu'exactement est/ouest, ouvrant à l'est. Elle a été construite à peu de distance de la rivière Auxence, en contrebas d'un coteau situé 450 m plus au sud. Les affleurements de grès situés au sommet de ce coteau ont fourni quatorze des dix-neuf dalles de l'édifice, la déclivité ayant facilité leur transport. Trois autres dalles (la plus grosse pesant plus de deux tonnes) sont en poudingue à gros galets d'Ingrandes dont le gisement le plus proche est situé 5,40 km plus à l'ouest.

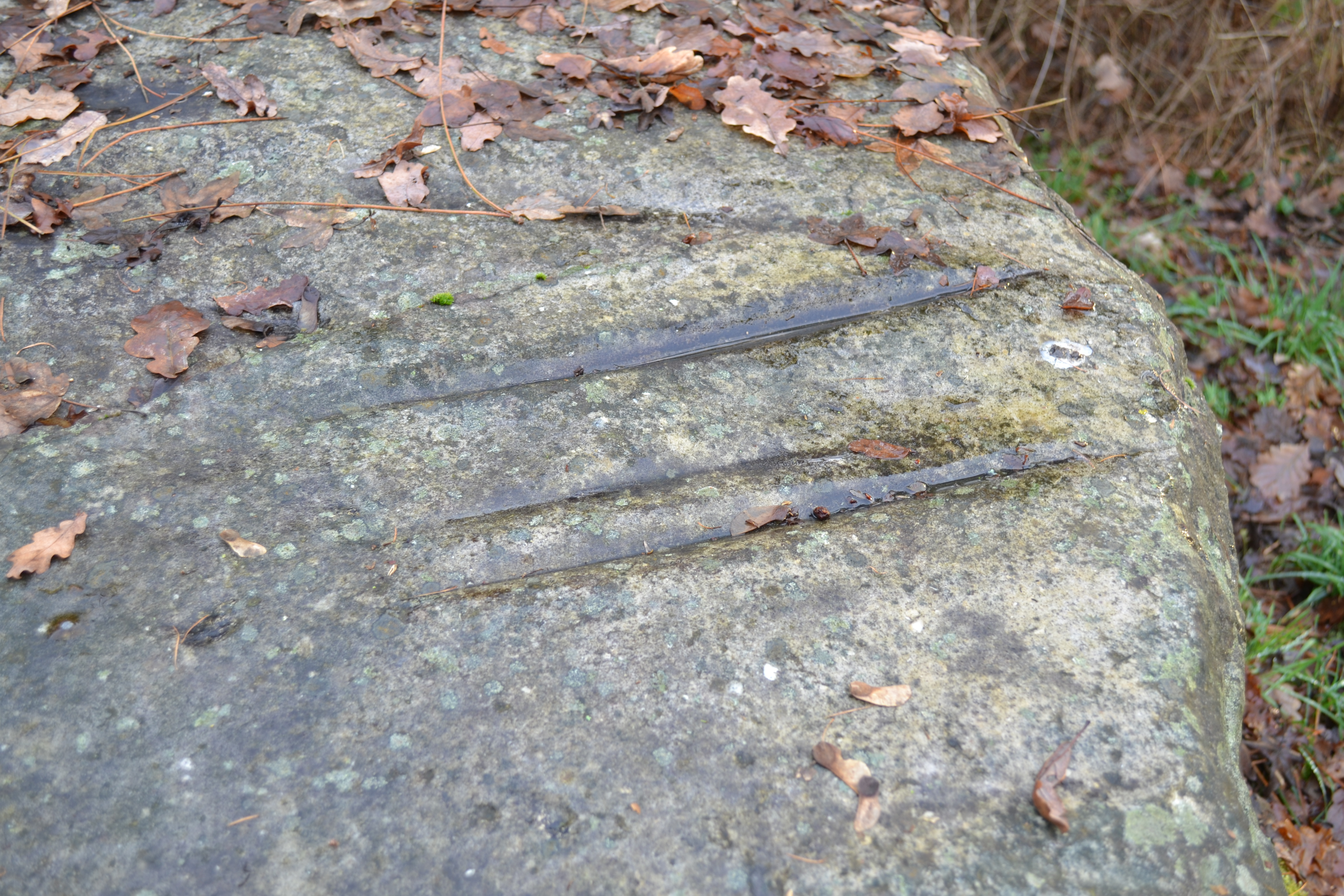
Rainures du polissoir.

L'allée comporte six orthostates de petite taille de chaque côté et une dalle de chevet. L'ensemble est recouvert de quatre tables de couverture. La quatrième table, la plus à l'ouest comporte sur sa face supérieure un polissoir comprenant trois rainures parallèles, d'une longueur variant entre 38 cm et 43 cm pour une profondeur d'environ 2,50 cm, et deux cuvettes de forme ovale peu profondes. « Il est impossible de dire si ce polissoir multiple est antérieur ou postérieur au monument ».
L'entrée est barrée par un seuil d'entrée constitué d'un bloc prismatique de section carrée. Trois dalles minces et étroites disposées verticalement constituaient une cloison transversale séparant une petite antichambre, de plan presque carré, de la chambre sépulcrale. Ces trois dalles, très fragiles et cassées dans leur partie inférieure, n'ont pu être remises en place lors de la restauration. Le sol de la chambre était partiellement dallé vers le milieu, côté nord. Deux dalles épaisses dépassant du sol d'environ 20 cm constituaient un seuil intérieur à 1,30 m en avant de la dalle de chevet. Dans l'intervalle ainsi délimité, le sol de terre renfermait des blocs cubiques en phtanite à surface plane, dessinant une forme en U dont la fonction demeure inconnue, et un trou de poteau dont la présence est tout à fait exceptionnelle.
L'allée comporte ainsi de nombreuses analogies architecturales (longueur, dalle de seuil, séparation chambre/antichambre) avec celle de Men-ar-Rumpet située à Kerbors.
Le tumulus est renfermé dans une enceinte péristalithe de forme ovale. Il est constitué de petits blocs en phtanite et de terre. Une partie des pierres du cairn ont été prélevées pour divers travaux à l'époque moderne. Au-delà du péristalithe, le cairn était entouré d'une couronne de dalles reposant à plat formant une sorte de promenoir, de 1,75 m à 2 m de largeur, renfermant quatre alvéoles au fond incurvé disposées côte à côte devant l'entrée.

## Matériel archéologique
Les couches supérieures trouvées dans le monument comportaient un lot d'objets modernes, des tessons de céramique médiévaux et une couche gallo-romaine d'environ 30 cm d'épaisseur dans laquelle des éclats de silex et un racloir du même matériau ont été retrouvés. Dans la partie inférieure, une couche plus claire a livré vingt-cinq silex taillés (grattoirs, nucléus, lamelles) et des tessons de poterie correspondant à deux vases à pâte fine décorés de bandes hachurées obliques pour l'un et d'incisions horizontales parallèles pour l'autre, tous deux attribués au Campaniforme. Une dernière couche de terre stérile d'une épaisseur d'environ 20 cm recouvrait le sol d'origine sur lequel furent découverts des traces de charbons de bois, et un matériel lithique en silex (un fin perçoir en silex, éclats et lamelles dont deux fragments vitrifiés).
Les datations des charbons de bois obtenues s'échelonnent de 1210 av. J-C. à 475 av. J-C., elles sont donc beaucoup trop récentes par rapport au matériel archéologique recueilli et résultent probablement d'une erreur technique.